# Леканоровые (семейство)
Лекано́ровые (лат. Lecanoraceae) — семейство лишайников порядка Леканоровые (Lecanorales).

## Описание
Слоевище накипное, гетеромерное, произрастающее на различных субстратах, однообразное или по краям лопастное, очень редко мелкокустистое, прикреплённое к субстрату гифами подслоевища или сердцевинного слоя, очень редко гомфом. Верхний коровой слой хорошо развит.
Апотеции погружённые в слоевище или сидячие, округлые или несколько деформированные, окружённые слоевищным краем.
Споры бесцветные, изредка коричневатые, одноклеточные, поперечно двуклеточные или многоклеточные, с тонкими оболочками.
Фотобионт — водоросли рода Protococcus.

## Классификация
Согласно базе данных Catalogue of Life на декабрь 2022 года семейство включает следующие роды:
- Ameliella Fryday et Coppins, 2008
- Bryodina Hafellner, 2001
- Bryonora Poelt, 1983
- Carbonea (Hertel) Hertel, 1984 — Карбонея
- Chlorangium Rabenh., 1857 — Хлорангиум
- Cladidium Hafellner, 1984
- Claurouxia D. Hawksw., 1988 — Клоруксия
- Clauzadeana Cl. Roux, 1984 — Клаузадеана
- Diomedella Hertel, 1984
- Edrudia W.P. Jord., 1980
- Glaucomaria M. Choisy, 1929
- Huea C.W. Dodge et G.E. Baker, 1938
- Japewiella Printzen, 1999
- Lecanora Ach., 1809 — Леканора
- Lecanoropsis M. Choisy, 1949
- Lecidella Körb., 1855 — Лециделла
- Miriquidica Hertel et Rambold, 1987 — Мириквидика
- Myriolecis Clem., 1909 — Мириолецис
- Myrionora R.C. Harris, 1988
- Omphalodina M. Choisy, 1929
- Palicella Rodr. Flakus et Printzen, 2014
- Protoparmeliopsis M. Choisy, 1929 — Протопармелиопсис
- Psorinia Gotth. Schneid., 1980 — Псориния
- Punctonora Aptroot, 1997
- Pyrrhospora Körb., 1855 — Пирроспора
- Rhizoplaca Zopf, 1905 — Ризоплака
- Sagema Poelt et Grube, 1993
- Sedelnikovaea S.Y. Kondr., M.H. Jeong et Hur, 2015
- Straminella M. Choisy, 1929
- Traponora Aptroot, 1997
- Tylothallia P. James et Kilias, 1981
- Vainionora Kalb, 1991
- Woessia D. Hawksw. et Poelt, 1986